# Venezuela en los Juegos Olímpicos de Nagano 1998
Venezuela debutó por primera vez en unos Juegos Olímpicos de Invierno al participar en su XVIII edición, desarrollada en Nagano, Japón. La abanderada nacional y única integrante de la delegación fue Iginia Boccalandro. 

## Luge
Femenino
| Atleta             | Carrera 1 | Carrera 1 | Carrera 2 | Carrera 2 | Carrera 3 | Carrera 3 | Carrera 4 | Carrera 4 | Total    | Total |
| Atleta             | Tiempo    | Pos.      | Tiempo    | Pos.      | Tiempo    | Pos.      | Tiempo    | Pos.      | Tiempo   | Pos.  |
| ------------------ | --------- | --------- | --------- | --------- | --------- | --------- | --------- | --------- | -------- | ----- |
| Iginia Boccalandro | 54.232    | 28        | 53.962    | 28        | 54.133    | 28        | 56.990    | 29        | 3:39.317 | 28    |